# Biurokratyczny kolektywizm
Biurokratyczny kolektywizm - teoria promowana przez niewielkie organizacje trockistowskie w Anglii i we Francji, w myśl której w ZSRR narodziła się nowa klasa posiadaczy środków produkcji – biurokracja. Ta właśnie klasa miała być kolektywnym właścicielem środków produkcji, a co za tym idzie – kolektywnym wyzyskiwaczem. 

## Lewicowa krytyka biurokratycznego kolektywizmu
Niszowe organizacje trockistowskie, które popierały powyższą teorię sprzeczały się o to, czy biurokratyczny kolektywizm jest systemem bardziej postępowym od kapitalizmu. Ponadto część jego zwolenników uważała, że zachodzące w historii przemiany społeczne zawsze muszą odbywać się według schematu: niewolnictwo, feudalizm, kapitalizm, biurokratyczny kolektywizm, socjalizm. Lewicowi krytycy tej teorii podnoszą, iż jest to ujęcie czysto mechaniczne, a przez to niemarksistowskie i niedialektyczne; nie ma bowiem sensu zakładać, iż każda rewolucja musi ulec degeneracji, którą później zlikwidują robotnicy, bowiem w każdym kraju panują różne warunki.
Lewicowi krytycy biurokratycznego kolektywizmu sądzą także, że uznawanie biurokracji jako klasy społecznej nie ma sensu, bowiem w systemie socjalistycznym może ona zniknąć bez śladu, nie mając do spełnienia żadnej historycznej roli.